# Fusarium sulphureum
Espèce
Fusarium sulphureum est une espèce de champignons ascomycètes de la  famille des Nectriaceae. C'est un agent phytopathogène, qui est l'un des champignons responsables de la fusariose de la pomme de terre.
Téléomorphe : Gibberella cyanogena (Desm.) Sacc., (1883).

## Synonymes
- Fusarium discolor var. sulphureum (Schltdl.) Appel & Wollenw.
- Fusidium sulphureum (Schltdl.) .